# Syndesus ambericus
Syndesus ambericus là một loài bọ cánh cứng trong họ Lucanidae. Loài này được Woodruff mô tả khoa học năm 2009.